# 152 v.Chr.
152 v.Chr. is een jaartal volgens de christelijke jaartelling.

## Gebeurtenissen

### Italië
- In Rome worden Lucius Valerius Flaccus en Marcus Claudius Marcellus, door de Senaat benoemd tot consul van het Imperium Romanum.

### Europa
- In Hispania verslaat het Romeinse leger onder Marcus Claudius Marcellus de Kelt-Iberische stammen en sticht in Andalusië de stad Córdoba, op de grondvesten van een oude Carthaagse handelsnederzetting.
- Koning Redon (152 - 146 v.Chr.) volgt zijn vader Eldol op als heerser van Brittannië.

### Palestina
- De "Leraar der Rechtvaardigheid", een priester uit het geslacht van Sadok, voegt zich bij een groep piëtisten waarvan over het algemeen wordt aangenomen dat dit de Chasideeën (of: Assideeën) zijn die enkele keren in Makkabeeën worden genoemd. Hierdoor ontstond de Esseense partij of één tak ervan.

## Overleden
- Marcus Aemilius Lepidus, Romeins consul en pontifex maximus
- Marcus Porcius Cato Licinianus, Romeins politicus en jurist